# CP Cacereño
Der Club Polideportivo Cacereño ist ein Fußballverein aus der spanischen Stadt Cáceres, Extremadura. Der 1919 gegründete Klub spielt in der Saison 2017/18 in der Tercera División, Gruppe 14.

## Geschichte
In seiner fast 90 Jahre andauernden Geschichte spielte der 1919 gegründete Club CP Cacereño erst einmal im spanischen Profifußball. In der Spielzeit 1952/53 war man in der Segunda División vertreten, musste jedoch nach nur einem Jahr bereits wieder absteigen. Die meiste Zeit verbrachte der Verein in der spanischen Tercera División, die zunächst dritte, später vierte Liga war.
In der Saison 2003/2004 machte CP Cacereño noch einmal reden von sich, als sich der Verein für die Copa del Rey qualifizieren konnte. Nach einer 1:2-Heimniederlage gg. Deportivo Xerez kam allerdings schon in der ersten Runde das Aus.

## Stadion
CD Cacereño spielt im Estadio Príncipe Felipe, Cáceres, Extremadura, welches eine Kapazität von 7.000 Zuschauern hat. Das Stadion wurde am 26. März 1977 eingeweiht.

## Erfolge
- Meister der Segunda División B (1): 1997/98
- Meister der Tercera División (11): 1944, 1951, 1952, 1961, 1968, 1978, 1982, 1987, 1996, 2002, 2017

## Ehemalige Spieler
- Luismi
- Víctor Vía
- Enrique
- David Cordón